# Fossorial
Um animal fossorial (do latim fossor, "cavador") é aquele que está adaptado a cavar e a viver debaixo do solo, como o texugo, o rato-toupeira-pelado, ou as salamandras do gênero Ambystoma.
Muitas abelhas e vespas são consideradas himenópteros fossoriais, e alguns roedores, embora não tenham adaptações exclusivas a esse tipo de vida. O termo fossorial, para os roedores, frequentemente se refere a animais que vivem a parte do tempo em túneis cavados, enquanto que aqueles que vivem exclusivamente nesse tipo de ambiente são chamados de "subterrâneos".
Alguns organismos são fossoriais apenas para regulação corporal, enquanto outros são para fugir de predadores e armazenar alimento.
resumindo:animal que cava e vive debaixo do solo

## Ver também

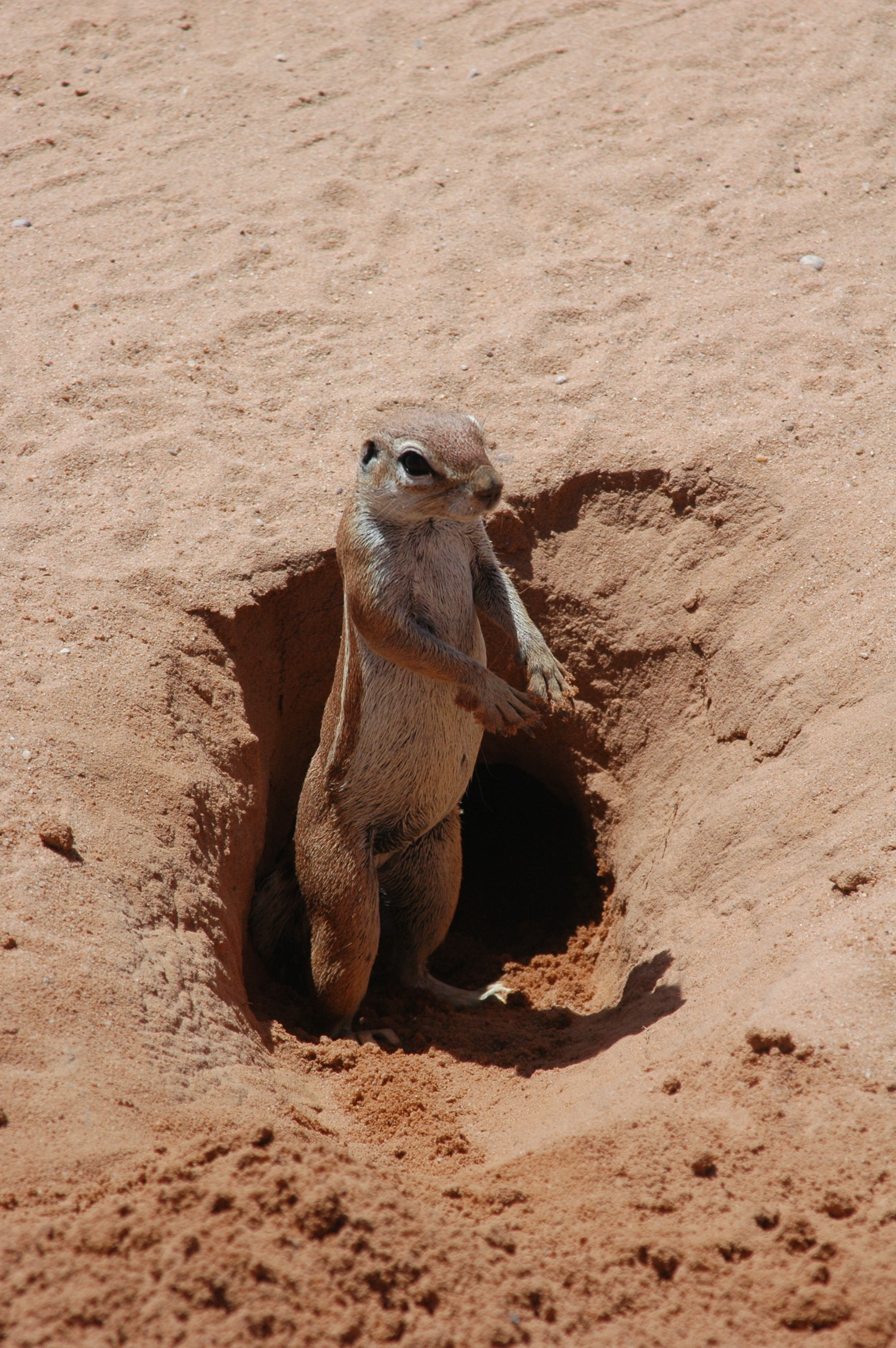
Xerus inauris.